# Sázíme budoucnost
Sázíme budoucnost je iniciativa, kterou založila a koordinuje Nadace Partnerství. Cílem iniciativy je vysadit v České republice 10 milionů stromů mimo les. Chce tak posílit odolnost české krajiny i měst vůči dopadům klimatických změn.
Spoluiniciátorem Sázíme budoucnost je Ministerstvo životního prostředí. K partnerům iniciativy patří řada odborných organizací a institucí např. Mendelova univerzita v Brně, Česká zemědělská univerzita v Praze, Svaz měst a obcí České republiky, Agentura ochrany přírody a krajiny ČR a další. 

## Historie
Iniciativa vznikla v roce 2019 a navázala na kampaň Stromy svobody, kterou Nadace Partnerství spustila v roce 2018 ke stému výročí vzniku Československa. Cíl vysadit 10 milionů stromů byl poprvé ohlášen 17. listopadu 2018 při výsadbě Aleje svobody pod Řípem. Za zrodem iniciativy stojí Miroslav Kundrata, ředitel strategického rozvoje Nadace Partnerství.

## Důvody
Stromy tvoří přirozenou oporu ekologické stability území, zamezují půdní erozi, zpomalují odtok srážek a v parných dnech krajinu ochlazují svým výparem. Výrazně zvyšují druhovou rozmanitost a umožňují návrat drobných živočichů důležitých pro obnovu okolní zemědělské půdy. Slouží k lepší prostupnosti krajiny.

## Činnosti
- Shromažďuje veřejné, nadační i soukromé finanční zdroje na výsadby a péči o stromy
- Zpracovává manuály a metodiky k výsadbám a péči o stromy
- Šíří osvětu o významu následné péče
- Propojuje organizátory výsadeb s těmi, kdo se chtějí zapojit jako dobrovolníci
- Propojuje majitele pozemků s těmi, kdo chtějí sázet stromy
- Pracuje na odstraňování legislativních a dalších bariér, které brání výsadbě nových stromů i zachování stávajících
- Podporuje sdílení znalostí skrze příklady dobré praxe a inspirativní příběhy lidí, kteří sázejí stromy
- Společně s vybranými obcemi spoluorganizuje výsadbu Aleje svobody

## Výsledky a výstupy
Za tři roky iniciativy se do Sázíme budoucnost podařilo zapojit přes 58 tisíc dobrovolníků, kteří vysázeli přes 2 miliony stromů.
Výstupem iniciativy je interaktivní mapa, která přináší přehled o druzích a počtech stromů vysazených v České republice. Díky tomu lze měřit dopad všech realizovaných a zaregistrovaných výsadeb.